# Salerno megye
Salerno megye Olaszország Campania régiójának egyik megyéje. Székhelye Salerno.

## Története
A megye területe az ókorban Magna Graecia része volt, miután az ide érkező görög hajósok több gyarmatvárost is alapítottak (Elea, Poseidonia stb.). A rómaiak idején a megye északi részén fekvő települések, mint például Nuceria jelentős kereskedelmi és katonai szerepet töltöttek be a birodalom keretein belül, ellentétben a megye déli, a mai Cilento vidékével, amelyre úgy tekintettek, mint Róma egyik éléstárára. A Nyugatrómai Birodalom bukása után a terület nagy része a bizánci fennhatóság alá került. A Sorrentói-félsziget déli részén (Amalfi-parton) fekvő városok kereskedelmi okok miatt egy államszövetségbe, az Amalfi Köztársaságba tömörültek, amely Velence, Pisa és Genova mellett a középkor egyik jelentős tengeri köztársasága volt. A longobárdok érkezésével 851-ben megalakult a Salernói Hercegség, amely a megye mai székhelyének vidékét foglalta magába. A hercegség számára a legfőbb veszélyt a cilentói partok mentén megtelepülő szaracénok jelentették, akiknek fosztogatásai mindennapivá váltak a vidéken. A normannok érkezésével 1076-ban a megye területe a Szicíliai Királyság része lett, majd később a különvált Nápolyi Királyság területe. A megye déli része a királyság egyik legszegényebb vidéke volt, ami a 16. századtól kezdődően súlyos vilongásokhoz vezetett a nemesek és a lakosság között. 1861-ben az újonnan megalakult Olasz Királyság része lett Két Szicília Királyságának többi területeivel együtt.

## Fekvése

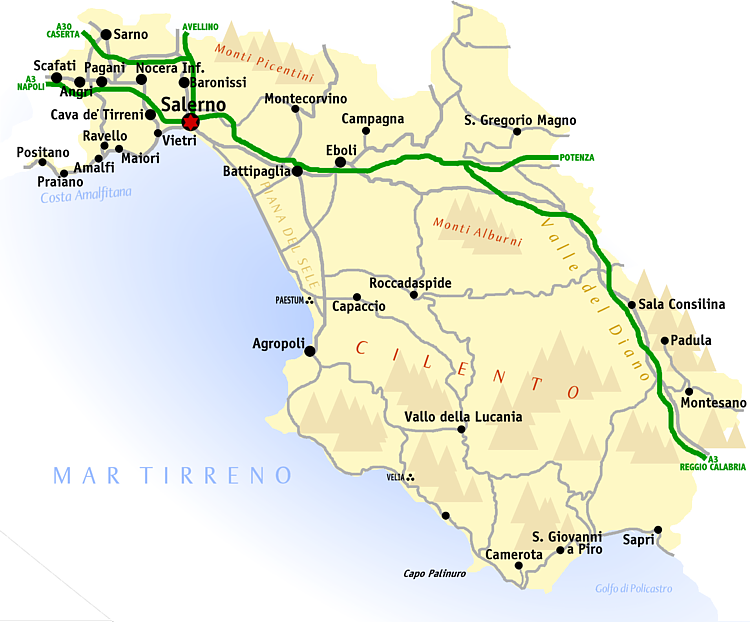
Salerno megye

Salerno megyét északon Nápoly megye, északkeleten Avellino megye, délkeleten Potenza megye, nyugaton pedig a Tirrén-tenger határolja. Földrajzi szempontból északnyugati határát a Sorrentói-félszigeten a Monti Lattari vonulata képezi, északon a Campaniai-síkságon osztozik Nápoly és Avellino megyékkel. Északkeletről délnyugati irányban az Appenninek vonulata képezi határvonalát.
A területének morfológiája változatos. A Sorrentói-félsziget vidékét magas partok jellemzik, amelyeket ún. olasz-fjordok tagolnak, ezt nevezik Amalfi-partnak, a vidék legjelentősebb települése után. A megye északi részét a Campaniai-síksághoz tartozó Sarno folyó alluviális síksága alkotja (Nocera-Sarno-síkság). A megye központi részét a Monti Picentini hegység tömbje alkotja, illetve az ettől délre húzódó Salernói-síkság, amely tulajdonképpen a Sele folyó alluviális síksága. A megye déli része, az Alento folyótól nyugatra a Cilento és Vallo di Diano Nemzeti Park területére terjed ki, amely egy dombos-hegyes vidék szintén meredek partvonallal. Ezen terület legjelentősebb hegysége a Monti Alburni, amely karsztformáiról híres.
A megyét nyugatról a Tirrén-tenger határolja, illetve ennek két öble: a Salernói-öböl és a Policastrói-öböl.

## Főbb látnivalói
- Természeti látnivalók:
  - a Cilento és Vallo di Diano Nemzeti Park, amely a világörökség része
  - az Amalfi-part, szintén a világörökség része
- Kulturális helyszínek:
  - az Amalfi-part települései: elsősorban Amalfi, Positano, Maiori
  - a Cilento és Vallo di Diano Nemzeti Park települései, mint Agropoli, Casal Velino vagy Vallo della Lucania
  - Paestum romvárosa szintén a világörökség része
  - Velia romvárosa szintén a világörökség része
  - a padulai karthauzi kolostor  szintén a világörökség része
  - Salerno városa
  - Nocera Inferiore római emlékei

## Községei(comuni)
| Acerno              | Casalbuono               | Futani                     | Ogliastro Cilento    | Roccapiemonte                | Sarno                   |
| Agropoli            | Casaletto Spartano       | Giffoni Sei Casali         | Olevano sul Tusciano | Rofrano                      | Sassano                 |
| Albanella           | Caselle in Pittari       | Giffoni Valle Piana        | Oliveto Citra        | Romagnano al Monte           | Scafati                 |
| Alfano              | Castel San Giorgio       | Gioi                       | Omignano             | Roscigno                     | Scala                   |
| Altavilla Silentina | Castel San Lorenzo       | Giungano                   | Orria                | Rutino                       | Serramezzana            |
| Amalfi              | Castelcivita             | Ispani                     | Ottati               | Sacco                        | Serre                   |
| Angri               | Castellabate             | Laureana Cilento           | Padula               | Sala Consilina               | Sessa Cilento           |
| Aquara              | Castelnuovo Cilento      | Laurino                    | Pagani               | Salento                      | Siano                   |
| Ascea               | Castelnuovo di Conza     | Laurito                    | Palomonte            | Salerno                      | Sicignano degli Alburni |
| Atena Lucana        | Castiglione del Genovesi | Laviano                    | Pellezzano           | Salvitelle                   | Stella Cilento          |
| Atrani              | Cava de’ Tirreni         | Lustra                     | Perdifumo            | San Cipriano Picentino       | Stio                    |
| Auletta             | Celle di Bulgheria       | Magliano Vetere            | Perito               | San Giovanni a Piro          | Teggiano                |
| Baronissi           | Centola                  | Maiori                     | Pertosa              | San Gregorio Magno           | Torchiara               |
| Battipaglia         | Ceraso                   | Mercato San Severino       | Petina               | San Mango Piemonte           | Torraca                 |
| Bellizzi            | Cetara                   | Minori                     | Piaggine             | San Marzano sul Sarno        | Torre Orsaia            |
| Bellosguardo        | Cicerale                 | Moio della Civitella       | Pisciotta            | San Mauro Cilento            | Tortorella              |
| Bracigliano         | Colliano                 | Montano Antilia            | Polla                | San Mauro la Bruca           | Tramonti                |
| Buccino             | Conca dei Marini         | Monte San Giacomo          | Pollica              | San Pietro al Tanagro        | Trentinara              |
| Buonabitacolo       | Controne                 | Montecorice                | Pontecagnano Faiano  | San Rufo                     | Valle dell’Angelo       |
| Caggiano            | Contursi Terme           | Montecorvino Pugliano      | Positano             | San Valentino Torio          | Vallo della Lucania     |
| Calvanico           | Corbara                  | Montecorvino Rovella       | Postiglione          | Santa Marina                 | Valva                   |
| Camerota            | Corleto Monforte         | Monteforte Cilento         | Praiano              | Sant’Angelo a Fasanella      | Vibonati                |
| Campagna            | Cuccaro Vetere           | Montesano sulla Marcellana | Prignano Cilento     | Sant’Arsenio                 | Vietri sul Mare         |
| Campora             | Eboli                    | Morigerati                 | Ravello              | Sant’Egidio del Monte Albino |                         |
| Cannalonga          | Felitto                  | Nocera Inferiore           | Ricigliano           | Santomenna                   |                         |
| Capaccio            | Fisciano                 | Nocera Superiore           | Roccadaspide         | Sanza                        |                         |
| Casal Velino        | Furore                   | Novi Velia                 | Roccagloriosa        | Sapri                        |                         |